# Furacão Omar
O furacão Omar foi um poderoso ciclone tropical que percorreu uma trilha incomum de sudoeste a nordeste através do Mar do Caribe oriental durante meados de outubro de 2008. Foi o décimo quinto ciclone tropical dotado de nome, o sétimo furacão e o quarto furacão "maior" da temporada de furacões no Atlântico de 2008. Omar formou-se de um distúrbio tropical em 13 de outubro, Omar inicialmente mudou-se lentamente no Mar do Caribe oriental. Em 15 de outubro, Omar começou a se intensificar rapidamente à medida que a convecção profunda se desenvolveu em torno do centro de circulação. Mais tarde naquele dia, surgiu um olho e a tempestade começou a acelerar para o nordeste. No início de 16 de outubro, Omar atingiu seu pico de intensidade com ventos máximos de 210 km/h (130 mph) e uma pressão barométrica de 958 mbar (28.3 inHg). Pouco depois, o furacão enfraqueceu rapidamente para a intensidade da categoria 1. Após um ligeiro reforço no dia seguinte, Omar enfraqueceu para uma tempestade tropical antes de degenerar em uma área não convectiva de baixa pressão. Os remanescentes de Omar persistiram até 21 de outubro, altura em que se dissiparam para o oeste dos Açores.
Em todo o Caribe oriental, Omar afetou várias ilhas, a maioria das quais registrou apenas impactos menores. Grandes ondas e chuvas fortes afetaram as ilhas ABC. Antígua e Barbuda sustentaram $ 54 milhões em danos, principalmente em Antígua, quando nove casas foram destruídas, várias outras danificadas e muitas fazendas foram inundadas pelas enchentes. Uma pessoa morreu em Porto Rico após sofrer uma parada cardíaca induzida por estresse. As Ilhas Virgens Americanas também sofreram danos significativos, custando cerca de US $ 6 milhão. Numerosos barcos e casas foram danificados e mais de 100 postes de energia foram quebrados. As perdas totais com a tempestade foram estimadas em $ 79 milhões.

## História meteorológica
Em 30 de setembro, uma onda tropical bem desenvolvida saiu da costa oriental da África e entrou no Oceano Atlântico. Uma convecção profunda formou-se em torno de uma circulação proeminente de nível médio à medida que se movia em direção ao oeste. No entanto, a convecção diminuiu em 2 de outubro antes de entrar no Mar do Caribe uma semana depois. Ao entrar no Mar do Caribe, as chuvas e as tempestades se desenvolveram ao redor da baixa. Seguiu-se um desenvolvimento contínuo e a baixa foi designada como Depressão Tropical Quinze às 06:00 UTC em 13 de outubro, enquanto localizado a cerca de 190 milhas (305 quilômetros) ao sul da ponta sudeste da República Dominicana.  O movimento constante anterior para oeste que o sistema fazia através do Atlântico parou quando ele entrou em uma área de correntes de direção fracas e um movimento significativo não era esperado para mais um ou dois dias.  Conforme a estrutura da tempestade melhorou, ela foi atualizada para uma tempestade tropical e o Centro Nacional de Furacões (NHC) deu a ela o nome de Omar.
Localizado a sudeste de uma grande e profunda depressão troposférica e a oeste de uma crista de nível baixo a médio, Omar fez uma curva no sentido anti-horário em 14 de outubro. Ao se tornar uma tempestade tropical, Omar começou a passar por um longo período de rápida intensificação à medida que uma convecção muito profunda se desenvolveu ao redor do centro de circulação. O cisalhamento do vento ao redor da tempestade, que anteriormente inibia o rápido desenvolvimento, enfraqueceu, permitindo um fortalecimento adicional.  Mais tarde naquele dia, um olho largo de cerca de 18,5 a 27,7 km formou-se quando a tempestade começou a virar para o nordeste devido ao vale. Com a formação de um olho, a técnica Dvorak rendeu uma intensidade de 121 km/h (75 mph), significando que Omar havia se intensificado em um furacão.  A intensificação parou brevemente conforme a parede do olho erodiu e o centro da tempestade se tornou ligeiramente elíptico. No entanto, a convecção profunda persistiu e o fortalecimento foi previsto conforme a tempestade se aproximava de Porto Rico.  Pouco depois, o olho tornou-se rapidamente bem definido e apareceu em imagens de satélite visíveis, uma indicação de que a tempestade estava se intensificando. As chances de uma intensificação rápida eram boas, pois a tempestade apresentava um fluxo bem desenvolvido e características de bandas proeminentes.
Com temperaturas muito quentes da superfície do mar, alto conteúdo de calor do oceano, baixo cisalhamento do vento e uma massa de ar úmida, Omar rapidamente atingiu seu pico de intensidade no início de 16 de outubro como um furacão de categoria 4 com ventos de 210 km/h (130 mph). Durante a fase de intensificação, o movimento do furacão aumentou para 32 km/h (20 mph).  Uma vez no Oceano Atlântico, Omar começou a enfraquecer rapidamente, com ventos diminuindo em 80 km/h (50 mph) em 12 horas. Imagens de satélite visíveis representaram uma circulação exposta de baixo nível com convecção deslocada para o leste devido a uma combinação de vento forte e ar seco. Em 17 de outubro, a maior parte da convecção profunda associada ao sistema se dissipou; no entanto, uma breve diminuição no cisalhamento do vento permitiu que Omar se fortalecesse novamente para seu pico secundário, com ventos de 137 km/h (85 mph). Durante esta fase, a convecção se desenvolveu novamente em torno do centro e um olho foi reformado. Mais tarde naquele dia, a depressão que causou o rápido movimento para nordeste contornou Omar, levando a uma diminuição do movimento.

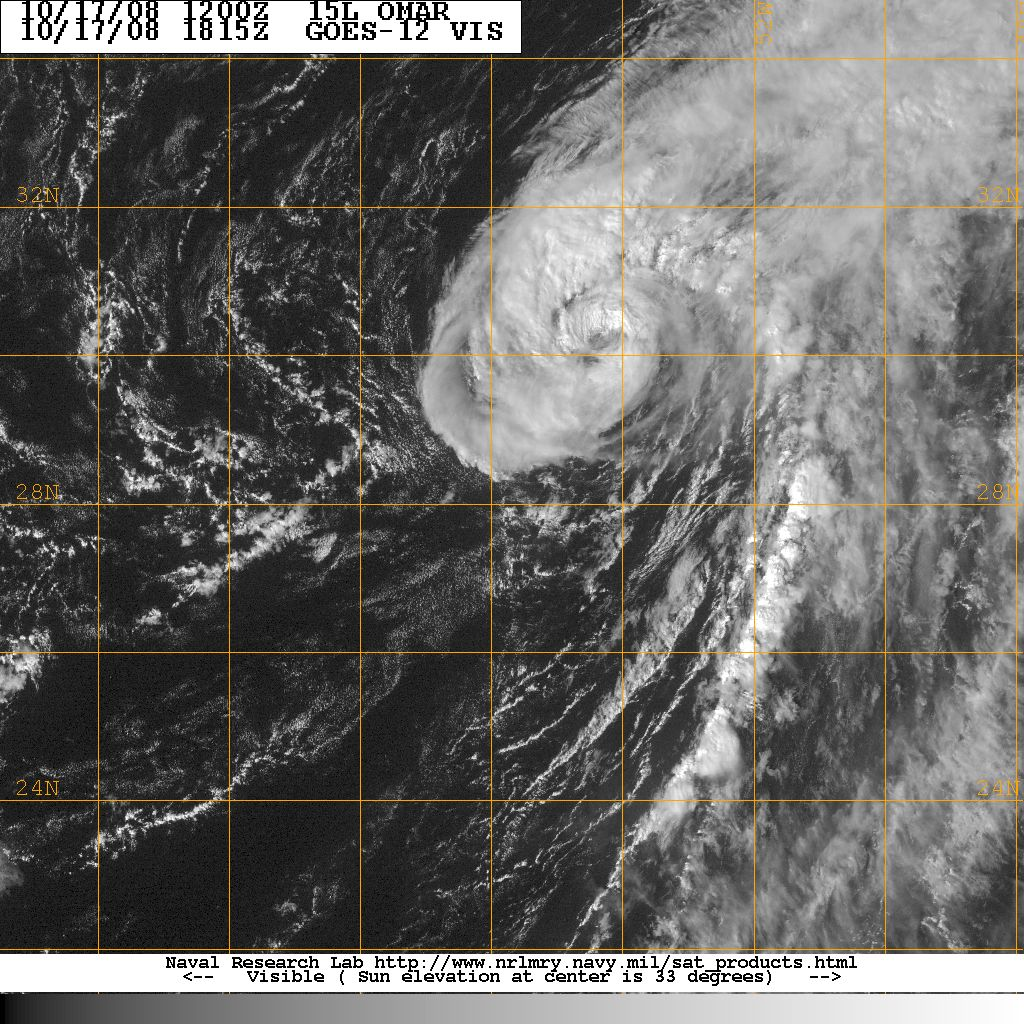
Furacão Omar no seu segundo pico com ventos de 85 mph

Uma tempestade enfraquecendo, Omar continuou em direção ao nordeste devido a uma crista de nível médio a superior localizada ao sul do sistema e os ventos de latitude média ao norte. No final de 17 de outubro, o cisalhamento do vento aumentou mais uma vez quando Omar rastreou as águas abaixo de 26 °C. Por volta de 0000 UTC em 18 de outubro, Omar enfraqueceu para uma tempestade tropical conforme a convecção profunda associada a ela se dissipou. Doze horas depois, enquanto ainda produzia ventos com força de tempestade tropical, a tempestade degenerou em uma área remanescente de baixa pressão. Os remanescentes de Omar persistiram até 0600 UTC em 21 de outubro, quando dissiparam cerca de 1.295 km a oeste dos Açores.

## Preparativos

Ciclo do satélite infravermelho do furacão Omar de 16 a 17 de outubro, mostrando a rápida intensificação da tempestade e o subsequente enfraquecimento

Em 15 de outubro, o governador das Ilhas Virgens dos Estados Unidos anunciou os preparativos finais para o furacão Omar ao assinar uma declaração de estado de emergência para o território. Escolas públicas seriam fechadas em 16 de outubro. Todos os trabalhadores não essenciais seriam mandados para casa às 10h, horário local. Às 18 horas, o toque de recolher foi estabelecido para o mesmo dia. Somente aqueles com passes válidos teriam permissão para sair após o toque de recolher. No mesmo dia, um alerta de furacão e um alerta de enchente foram colocados em prática, prevendo ventos com força de furacão e chuvas torrenciais de Omar. A Cruz Vermelha americana planejava abrir abrigos em todas as ilhas antes que o furacão chegasse. Sacos de areia também estavam sendo distribuídos em St. Croix.  Uma grande refinaria de petróleo, que produz 500,000 bbl/d (79,000 m3/d), foi encerrada e apenas os trabalhadores necessários permaneceram na refinaria.
Em Sint Maarten, as autoridades aconselharam os moradores a iniciar todas as ações necessárias para se preparar para um furacão. Os residentes foram instruídos a limpar seus quintais de qualquer entulho ou perder móveis que pudessem ficar no ar durante a tempestade, colocar venezianas nas janelas e portas e ajudar os vizinhos idosos a fecharem suas casas, e os marinheiros deveriam encontrar um refúgio seguro. Um toque de recolher a partir das 10:00 pm em 15 de outubro às 10:00 estou em 16 de outubro foi colocado no lugar. Devido à possibilidade de enchentes repentinas, os moradores deveriam desobstruir e liberar todos os cursos d'água ao redor de suas casas. As autoridades também alertaram as pessoas para ficarem longe de áreas sujeitas a deslizamentos de terra até que o "tudo limpo" fosse dado. Os proprietários de gado foram aconselhados a fazer um seguro de segurança nas áreas de detenção. Por precaução, o abastecimento de água seria encerrado a partir das 8h00 da noite de 15 de outubro até às 8:00 de 16 de Outubro. Quatro áreas públicas, o St. Peters Community Centre, o Dutch Quarter Community Centre, a Genevieve de Weever School e o prédio do Exército de Salvação seriam usados como abrigos de emergência.
Todas as atividades públicas, voos e escolas foram fechadas ou canceladas em Porto Rico. Dezoito abrigos foram abertos na parte oriental da ilha.  Além disso, em Anguilla, residentes nas áreas Sandy Ground, Valley Bottom, Welches e Mount Fortune foram colocados sob ordens de evacuação. Abrigos foram abertos em toda a ilha para aqueles que precisavam de abrigo. Escolas e escritórios do governo também foram fechados e os visitantes foram instruídos a deixar a ilha.

## Impactos
Omar produziu danos moderados em várias ilhas, no valor de pelo menos US $ 80 milhões (2008 USD ) e uma morte foi relacionada à tempestade.

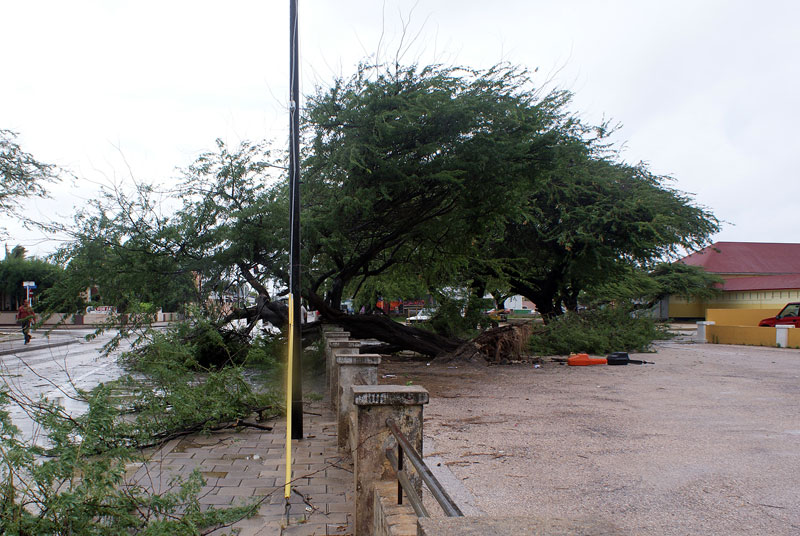
Danos do furacão Omar em Aruba

Enquanto se movia pouco sobre o centro-sul do Caribe, Omar trouxe condições prolongadas de tempestade tropical para as ilhas ABC. Ventos sustentados com a força de vendaval atingiram as ilhas, embora rajadas de pico para 93 km/h (58 mph) foram confinados a Bonaire. Em 24 horas, uma precipitação máxima total de 100 mm (4 in) foi relatado em Aruba, enquanto 43 mm (1.7 in) e 1.5 in (38 mm) de chuva caiu em Curaçao e Bonaire, respectivamente. Os ventos fortes danificaram os telhados das três ilhas e o mar agitado causou erosão nas praias e danos significativos às instalações costeiras. Alguns danos causados pela chuva também ocorreram, com inundações significativas relatadas em algumas partes de Aruba.  Nas Ilhas SSS ( Saba, St. Eustatius e Sint Maarten ) ventos fortes de Omar, com rajadas de até 122 km/h (76 mph), e as ondas altas causaram danos significativos e inundações costeiras. Em Sint Maarten, a chuva da tempestade totalizou 140 mm (5.4 in).  Os danos em Sint Maarten foram limitados principalmente à erosão da praia e às falhas de energia espalhadas.
A ilha de Dominica sofreu graves danos com o furacão Omar. A aldeia de Scotts Head, com uma população de 450 habitantes, foi isolada do resto do país porque as estradas foram amplamente danificadas. A aldeia também sofreu perdas de água, falta de eletricidade e os telefones fixos foram cortados. Portos em todo o país foram severamente danificados. Todos os acessos de barcaças para transporte de areia e pedras foram destruídos. O aeroporto também sofreu alguns danos. Sete barcos encalharam durante a tempestade.  Danos menores foram relatados em Anguila. Dois hotéis sofreram danos ao telhado, árvores derrubaram linhas de energia, causando quedas de energia espalhadas e o mar agitado causou erosão severa das praias. Três navios de carga e sete barcos encalharam e dois outros barcos afundaram.
Em Antígua e Barbuda, os ventos de Omar foram registrados em 40 mph (64 km/h), com rajadas de até 48 mph (77 km/h). Linhas de tempestade intensas trouxeram chuvas torrenciais, caindo a taxas de 2 in (51 mm) às vezes, com pico de 2.22 in (56 mm) por hora a partir de 0900 UTC para 1200 UTC em 16 de outubro. A precipitação máxima registrada foi de 9.1 in (230 mm) no entanto, até 11 in (280 mm) foi estimado como tendo caído nas montanhas. A maré de tempestade foi estimado em 2–4 ft (0.61–1,22 m) com ondas alcançando 5–8 ft (1.5–2.4 m) de altura. Nove casas foram destruídas e vários deslizamentos de terra foram relatados. Nenhuma morte foi associada a Omar, e apenas alguns ferimentos leves sofridos. Os danos mais graves foram causados às estradas e à agricultura devido às inundações. Setenta e cinco pessoas foram forçadas a evacuar para abrigos porque suas casas foram inundadas.  Várias fazendas foram destruídas, incluindo seu gado. Vários agricultores perderam a colheita devido às inundações.  Danos em Barbuda foram estimados em US $ 18 milhões.  As perdas agrícolas em Antígua foram de cerca de US $ 11 milhões (2008 USD)  e os danos materiais totalizaram $ 25 milhões.
Em Porto Rico, um homem morreu após desmaiar de uma parada cardíaca ao tentar instalar venezianas em sua casa.  Por ser uma onda tropical, o precedente de Omar produziu fortes chuvas na ilha, causando pequenas inundações.  Depois de passar por Porto Rico pela segunda vez, Omar produziu fortes chuvas locais, que causaram pequenas inundações nas ruas.
Em St. Croix, ondas de até 15 ft (4.6 m) de Omar afundaram cerca de 47 barcos, levando a um grande derramamento de óleo ao redor das ilhas. Cerca de 400 navios se soltaram das docas, 200 dos quais perderam suas âncoras. Omar produziu mais de 7 in (180 mm) de chuva na ilha em um intervalo de 24 horas. Embora St. Croix tenha sido roçado pela parede do olho, os ventos constantes atingiram 53 mph (85 km/h) com rajadas de 72 mph (116 km/h). Três pessoas precisaram ser resgatadas quando seu navio atingiu um recife e começou a afundar. A maioria das ilhas, com 55.000 residentes, ficou sem energia, pois mais de 100 postes foram destruídos. Os danos na ilha foram estimados em $ 700.000 com outro $ 1 milhões em custos de limpeza.  St. Thomas, uma das ilhas mais atingidas, ficou completamente sem energia após o furacão. Todos os principais cruzamentos foram fechados porque os semáforos estavam no solo ou sem energia. Danos na ilha totalizaram $ 5,3 milhões.
No bairro de Gros Islet, em St. Lucia, o mar agitado danificou um cais e encalhou um iate. Em Soufrière, quatro casas foram destruídas pela tempestade, que também tornou algumas áreas intransitáveis. A tempestade também inundou partes do bairro Anse la Raye, levando as autoridades a declarar a evacuação obrigatória da área.  Em Montserrat, poucos danos foram relatados. Alguns deslizamentos de terra menores ocorreram em áreas rurais; nenhum impacto foi causado por eles.  Em Nevis houve relativamente poucos danos, embora a parte à beira-mar do Four Seasons Resort tenha sido severamente danificada e posteriormente fechada por um longo período.  Ao longo de St. Kitts e Nevis, os danos foram estimados em US $ 19 milhões.

### Rescaldo

Furacão Omar passando pelas Ilhas de Sotavento em 16 de outubro

Os danos causados ao setor agrícola de Antígua e Barbuda alimentaram grandes preocupações com a "segurança alimentar" em 2009. O governo alocou cerca de $ 33.897.420 para ajudar a desenvolver e reparar o setor. Expansões significativas de terras agrícolas foram discutidas, 15,000 sq ft (1,400 m2) área, para ajudar a promover o crescimento do setor.
Em 29 de outubro, na esteira de Omar, o presidente George W. Bush assinou uma declaração de grande desastre para as Ilhas Virgens dos Estados Unidos, permitindo a ajuda pública para ajudar as ilhas. A Federal Emergency Management Agency ou FEMA, recebeu 60 pedidos de assistência pública em toda a área. O valor monetário da assistência foi estimado em $ 3 milhões e crescendo. Vinte e cinco departamentos e agências foram aprovados para apoio federal, nomeadamente o Departamento de Obras Públicas da USVI. Várias organizações sem fins lucrativos também receberam apoio da FEMA, enquanto aquelas que não atendiam aos critérios foram encaminhadas para o programa de empréstimos a juros baixos da Small Business Administration.
Na Dominica, a passagem próxima de Omar para a ilha deixou 30 famílias desabrigadas e prejudicou gravemente a comunidade pesqueira. Em 15 de dezembro, a Diretoria do Banco de Desenvolvimento do Caribe aprovou US $ 9,16 milhões para assistência aos afetados por Omar na ilha e para restaurar a infraestrutura danificada pelo furacão.  Em 18 de dezembro, o governo da Dominica investiu $ 4 milhões em ajuda às comunidades pesqueiras impactadas por Omar. Um total de 140 pescadores receberam US $ 250 por semana durante um total de quatro semanas. Sessenta e dois dos quais continuaram a receber fundos devido às suas circunstâncias. O governo também comprou 121 motores de barco para distribuir aos pescadores. Outros US $ 794.000 foram gastos para consertar 47 barcos e construir outros 28 que foram danificados ou destruídos por Omar. O governo também comprou equipamentos de pesca de reposição.